# Albayzín
L'Albayzín (detto anche Albaicín o El Albaicín) è un quartiere dell'attuale città di Granada, in Spagna, che ha conservato le strette strade, i cortili con alberi e fiori, le terrazze, le cisterne e le fontane pubbliche risalenti al passato dominio medievale dei Mori.

## Descrizione
L'Albayzín sorge su una collina di fronte all'Alhambra, da cui è separato dal fiume Darro. Durante la lunga dominazione arabo-berbera ed ebraica visse il momento di massimo splendore, giungendo ad avere circa 60 000 abitanti e ben 26 moschee. Il quartiere presenta una marcata impronta araba e deve il suo nome agli arabi della città di Jaén (bayyasīn, ossia "quelli di Baeza") che si trasferirono in massa a Granada dopo essersi arresi alle truppe cristiane di Ferdinando III. La parte più bassa dell'Albaicin, detta Alcazaba Cadima (rocca antica), fu forse costruita laddove un tempo si trovava la città romana di Ilìberis.
Nel 1984 il quartiere venne dichiarato patrimonio dell'umanità dall'UNESCO insieme all'Alhambra ed al Generalife. Dipinto come «il più bel quartiere di Granada (...) fitto intrico di bianche case che improvvisamente si interrompe» sull'Alhambra, lo scrittore Jan Potocki nel suo Manoscritto trovato a Saragozza lo descrive come un sobborgo di Granada noto, all'epoca dello stesso manoscritto, per non avere «alcuna casa e la popolazione abita in caverne sul fianco della montagna. Alcune di quelle strane case erano collegate a delle grotte che si estendevano» a sotterranei, teatro dell'episodio letterario.

## Monumenti e luoghi d'interesse
I principali punti di interesse all'interno del quartiere comprendono i resti di un complesso di bagni arabi di Granada, il museo archeologico di Granada, la chiesa di San Salvador costruita sulle macerie di una moschea e il Mirador di S. Nicolás, che permette una spettacolare veduta dell'Alhambra.